# Дегтярск
Дегтя́рск — город в Свердловской области, административный центр одноимённого муниципального округа.

## Топоним
Название города происходит от основного ремесла первых местных поселенцев — углежогов и дегтярей, производивших уголь, дёготь и древесную смолу для Ревдинского завода.

## Географическое положение
Город Дегтярск расположен в 34 километрах на запад-юго-запад от Екатеринбурга (по автодорогам через сёла Горный Щит и Курганово — 54 километра, через город Ревду — 67 километра), в долине реки Вязовки, на границе Европы и Азии.
В черте города расположено озеро Икбулат. В нескольких километрах севернее Дегтярска расположено крупное Волчихинское водохранилище.

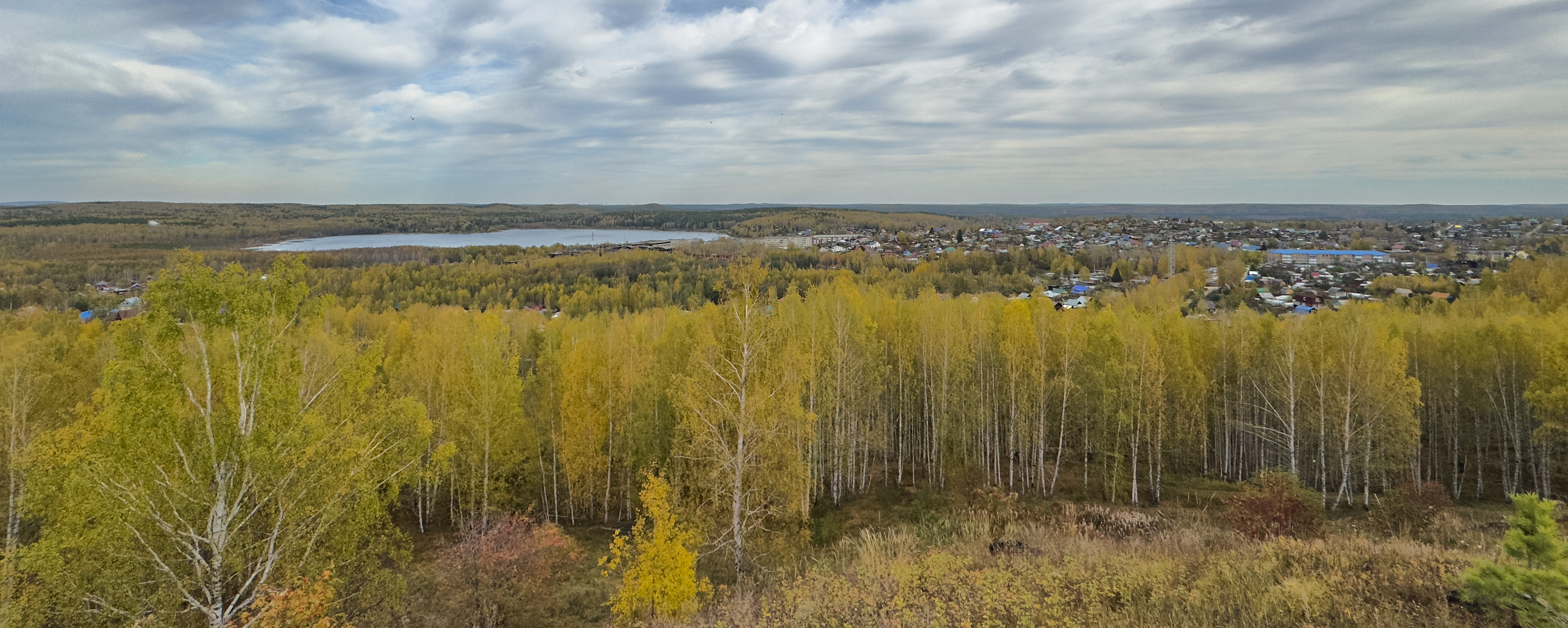
Вид с горы Лабаз-камень на озеро Икбулат и Северскую Дегтярку
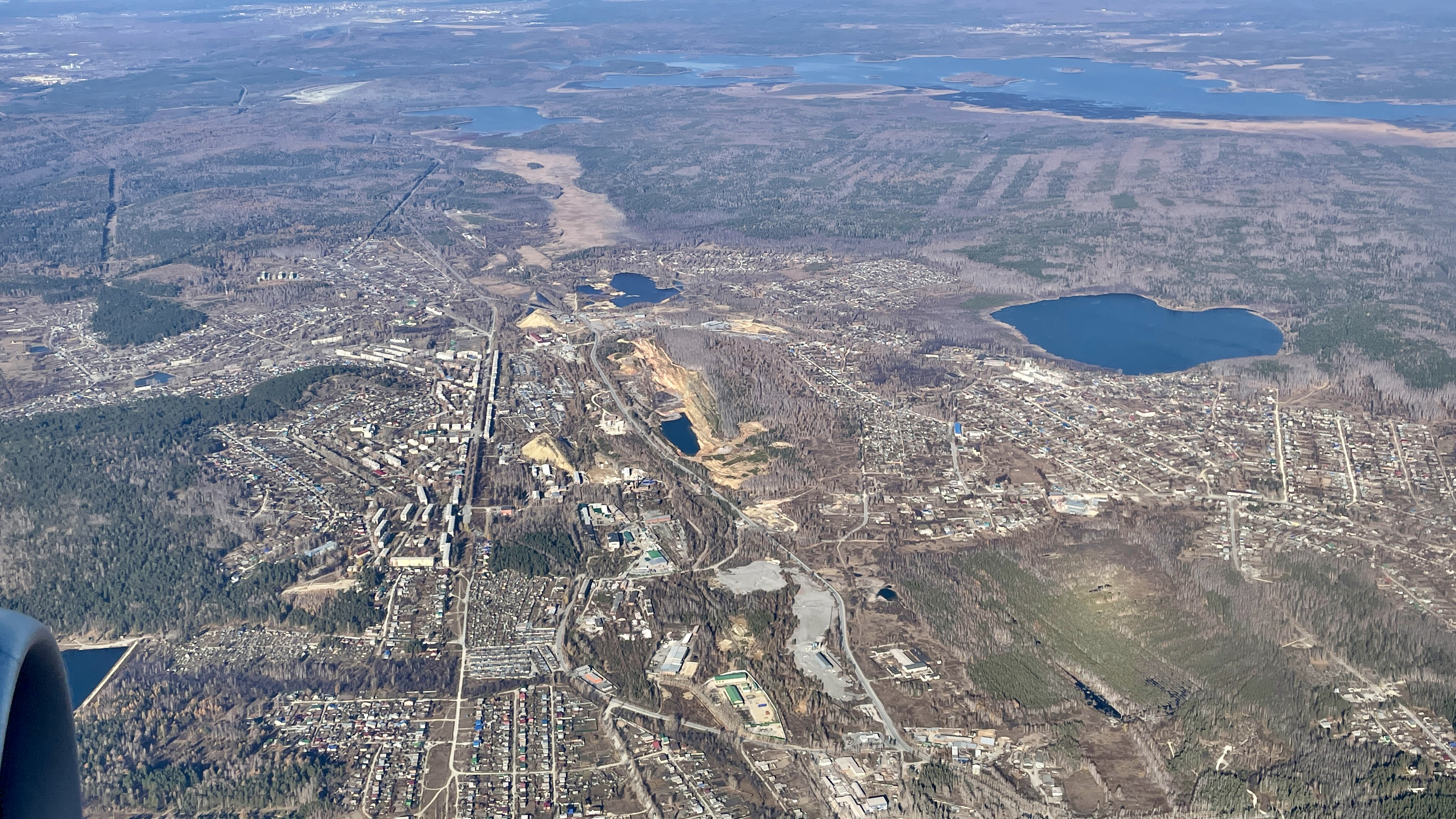
Вид с высоты, на дальнем плане Волчихинское водохранилище

## Население
| 1959    | 1967    | 1970    | 1979    | 1989    | 1992    | 1996    | 1998    |
| ------- | ------- | ------- | ------- | ------- | ------- | ------- | ------- |
| 27 430  | ↘24 000 | ↘21 976 | ↘20 101 | ↘18 394 | ↘18 000 | ↘17 300 | ↘17 000 |
| 2000    | 2001    | 2002    | 2003    | 2005    | 2006    | 2007    | 2008    |
| →17 000 | ↘16 900 | ↘15 869 | ↗15 900 | ↘15 700 | →15 700 | ↗15 900 | ↗16 000 |
| 2009    | 2010    | 2011    | 2012    | 2013    | 2014    | 2015    | 2016    |
| ↘15 926 | ↘15 522 | ↘15 500 | ↗15 669 | ↗15 833 | ↗15 920 | ↗15 981 | ↗16 076 |
| 2017    | 2018    | 2019    | 2020    | 2021    | 2023    |         |         |
| ↗16 141 | ↘16 001 | ↘15 828 | ↘15 636 | ↘15 497 | ↘15 061 |         |         |

На 1 января 2025 года по численности населения город находился на 774-м месте из 1124 городов Российской Федерации.

## История
Первое поселение в районе современного Дегтярска датируется примерно концом XIX века (временные поселения 1890-х годах), когда работные люди с Ревдинского железоделательного завода и из посёлка Краснояр, занимаясь заготовлением берёзового угля для нужд завода на восточном склоне горы Караульной (гора Лабаз-Камень), попутно занимались и варкой дёгтя, ибо географо-геологическая граница Европы и Азии, проходящая между Ревдой и Дегтярском, также геологически и географически разделяла и породы древесных насаждений: в «европейской» Ревде преобладали хвойные — в основном сосны, в «азиатской» же «Дегтярке» росли в основном берёзы, что благоприятствовало процветанию варки дёгтя из берёзовых субстратов. Первоначально на территории будущего города образовались два посёлка: Северская Дегтярка (посёлок углежогов и дегтярей к востоку от горы Караульной) и Ревдинская Дегтярка (посёлок горняков к западу от горы).
В 1914 году начинается разработка Дегтярского месторождения серного колчедана. Около месторождения был образован посёлок Дегтярка.
Указом Президиума Верховного Совета РСФСР от 18 ноября 1954 года рабочий посёлок Дегтярка пригородной зоны города Ревды Свердловской области преобразованы в город районного подчинения с присвоением ему наименования — город Дегтярск.
Летом 1959 года город Дегтярск посетил 36-й вице-президент, будущий 37-й президент США Ричард Никсон, активно общавшийся с местными жителями.
Также Дегтярск знаменит тем, что 1 мая 1960 года над его небом советские силы ПВО сбили американского лётчика-шпиона Пауэрса на самолёте U-2. При этом случайно сбит советский перехватчик МиГ-19, пилотируемый старшим лейтенантом Сергеем Сафроновым. Трагедия разыгралась в небе над Дегтярском во время первомайской демонстрации, и самолёт Сафронова мог врезаться в многотысячную демонстрацию, если бы не его героический поступок — он сумел отвести самолёт за город, тем самым спас человеческие жизни, лишившись своей. В начале 2000-х годов Сергею Сафронову был установлен памятник.
9 июля 2009 года Дегтярск включён в список участников маршрута Всемирной Федерации АЦК ЮНЕСКО «Мировое культурное наследие. Диалог культур, диалог цивилизаций». Таким образом, Дегтярск стал четвёртым среднеуральским городом с таким статусом. Его уже носят Екатеринбург, Нижний Тагил и Нижние Серги.

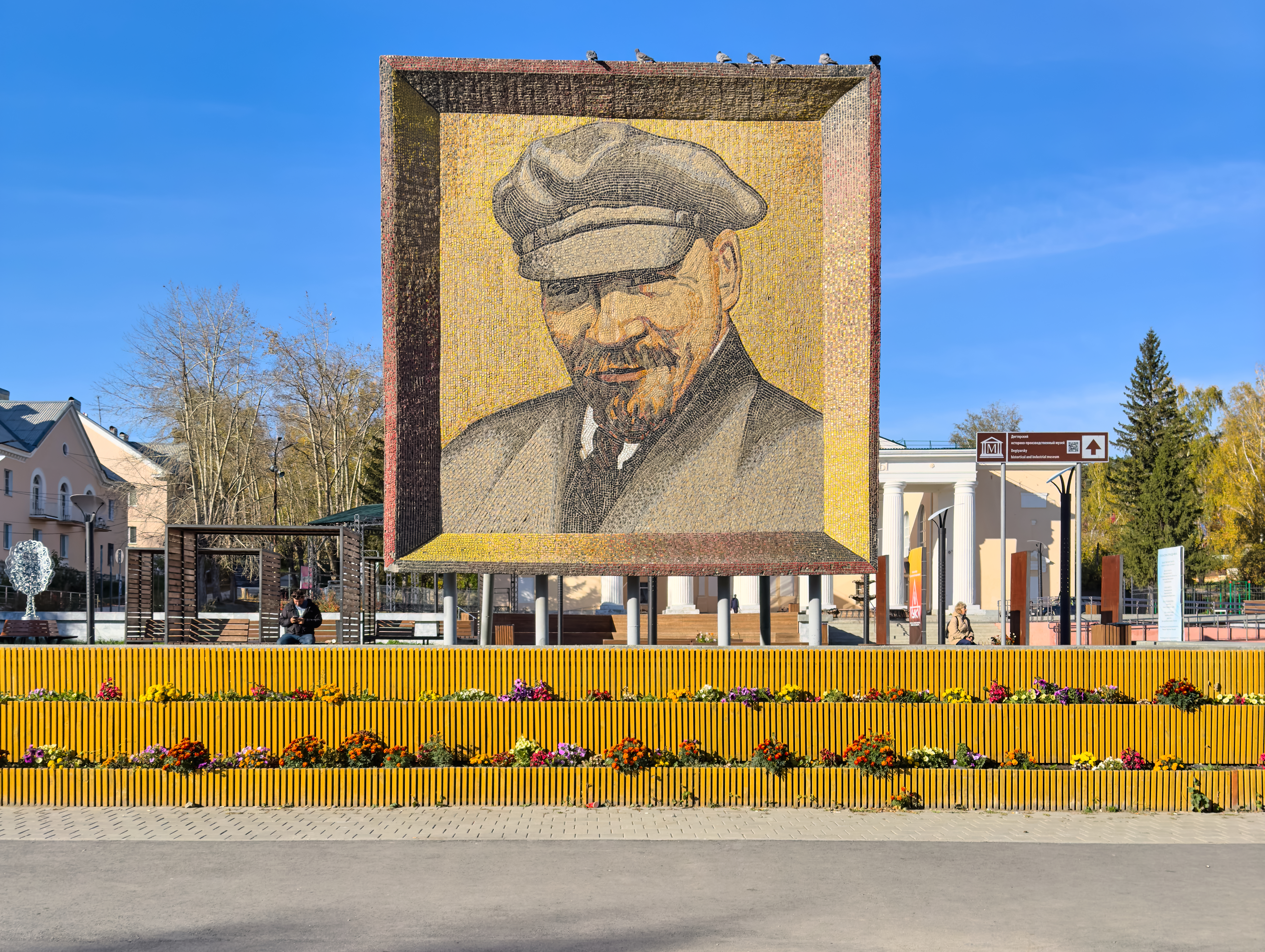
Мозаичное панно с портретом В. И. Ленина
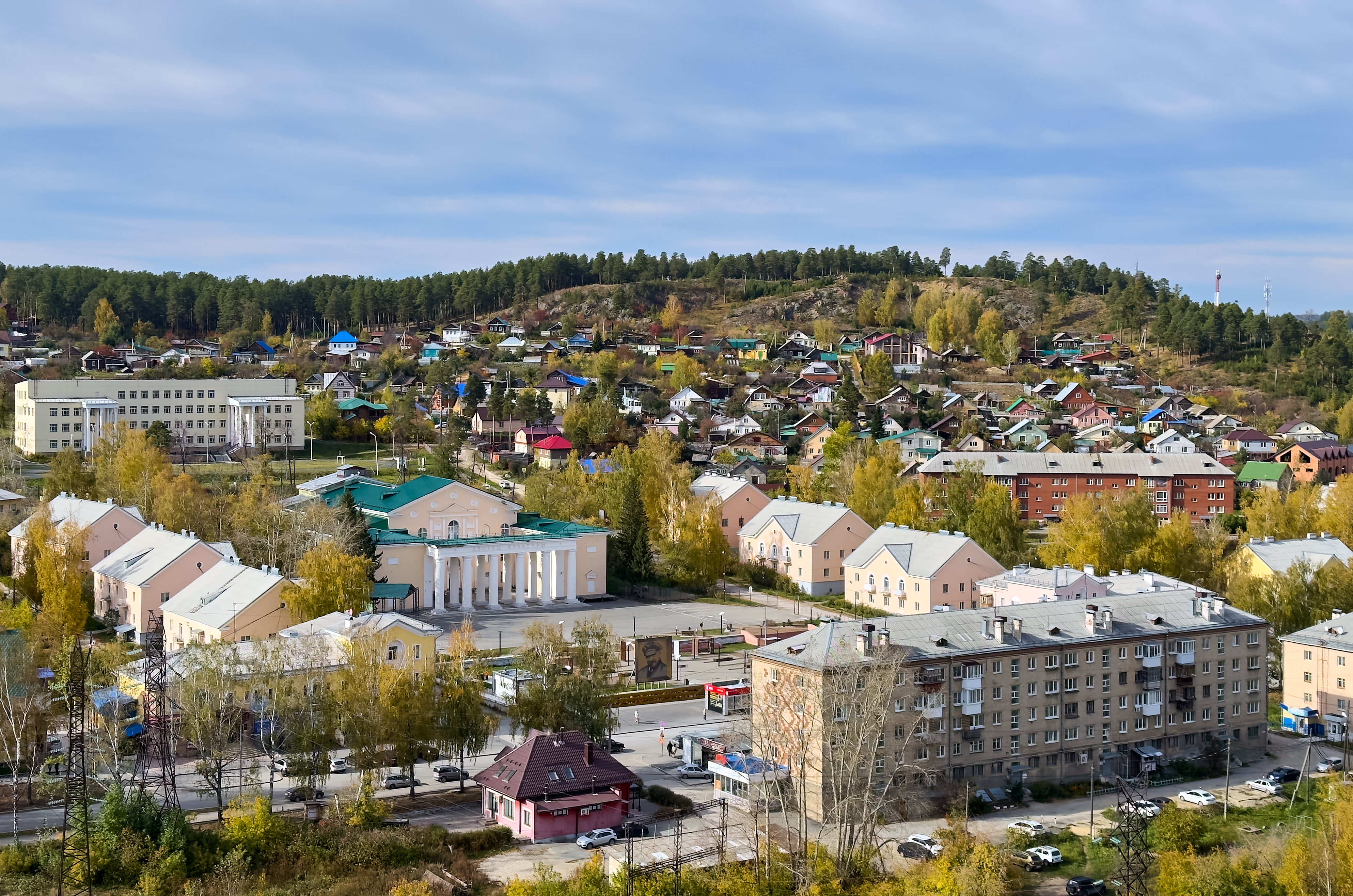
Площадь Ленина
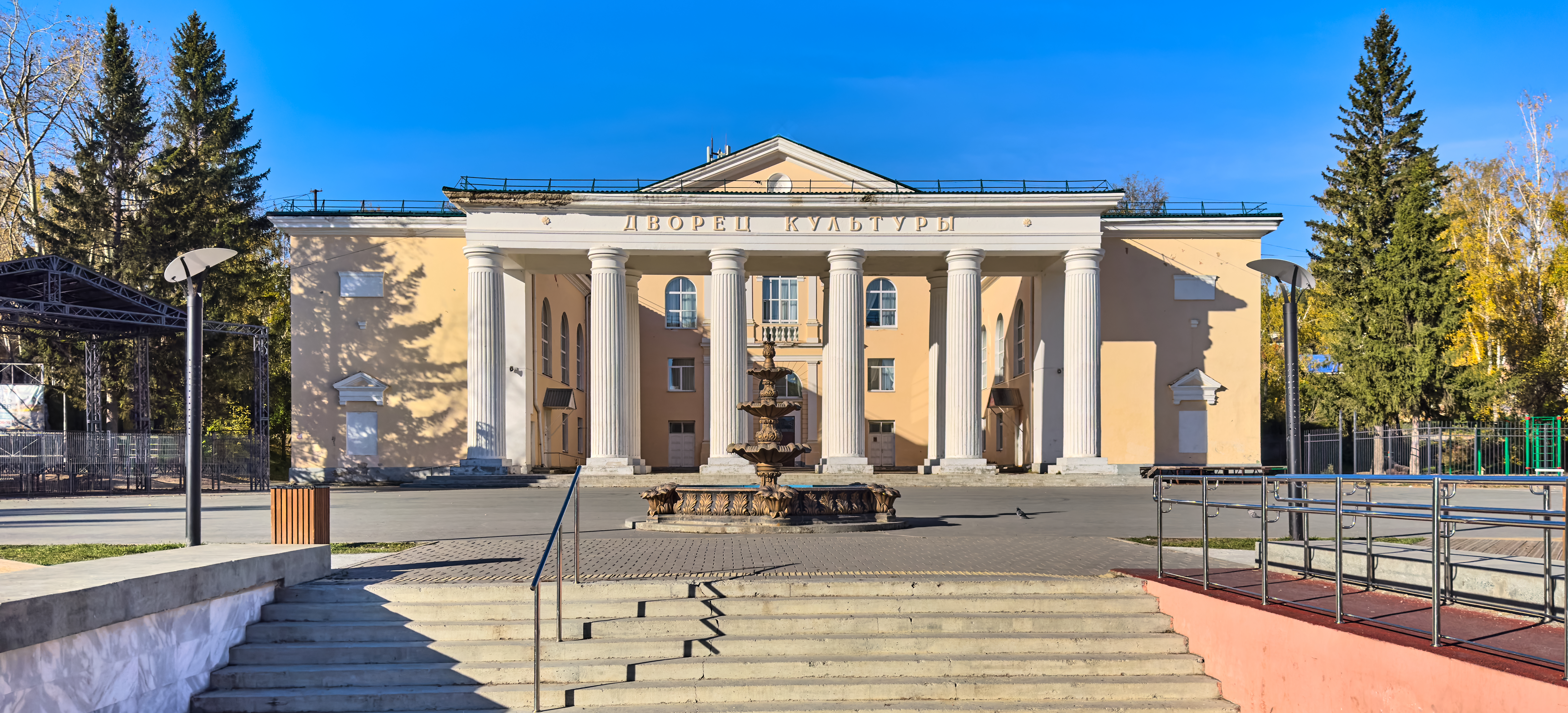
Дворец культуры
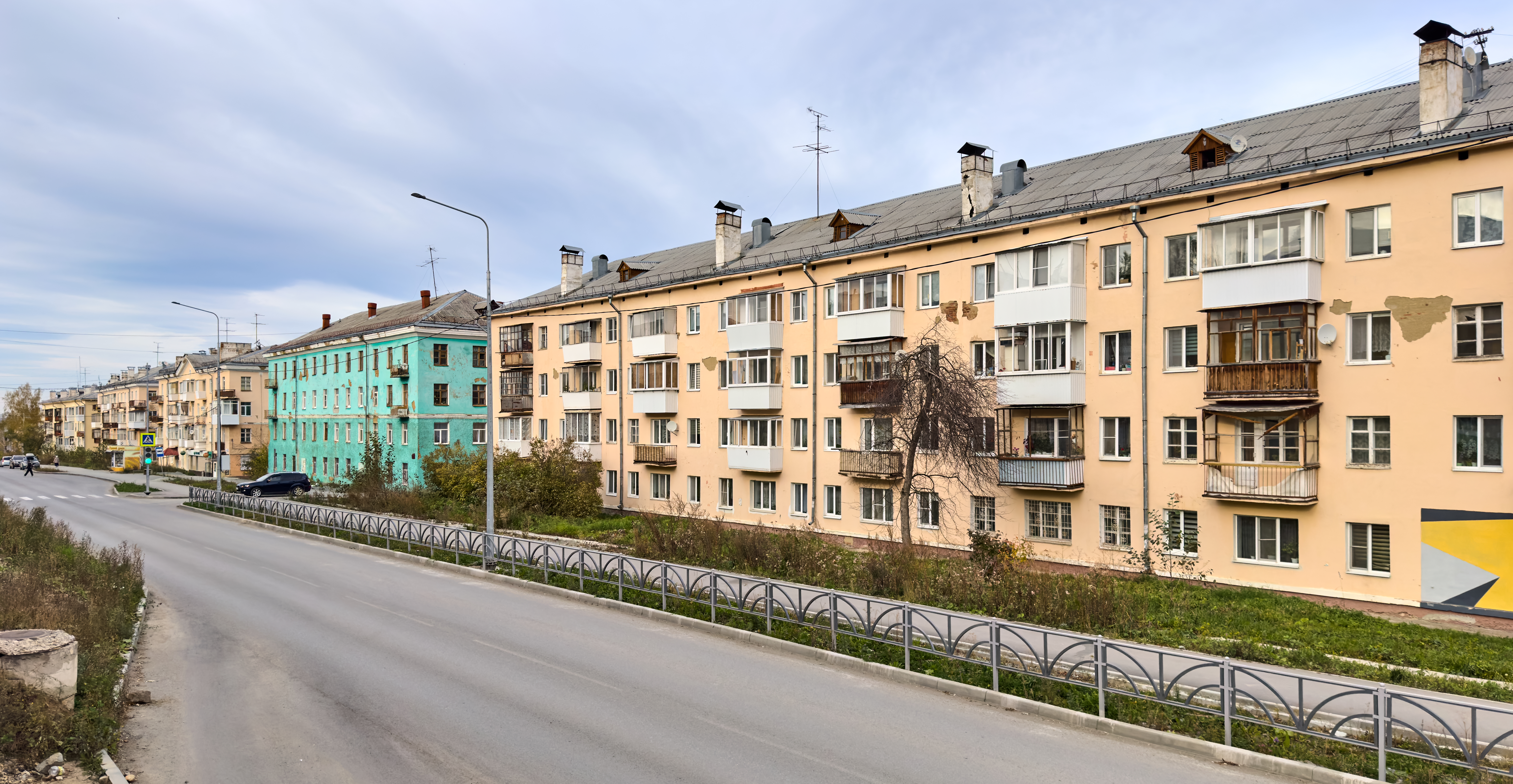
Улица Калинина
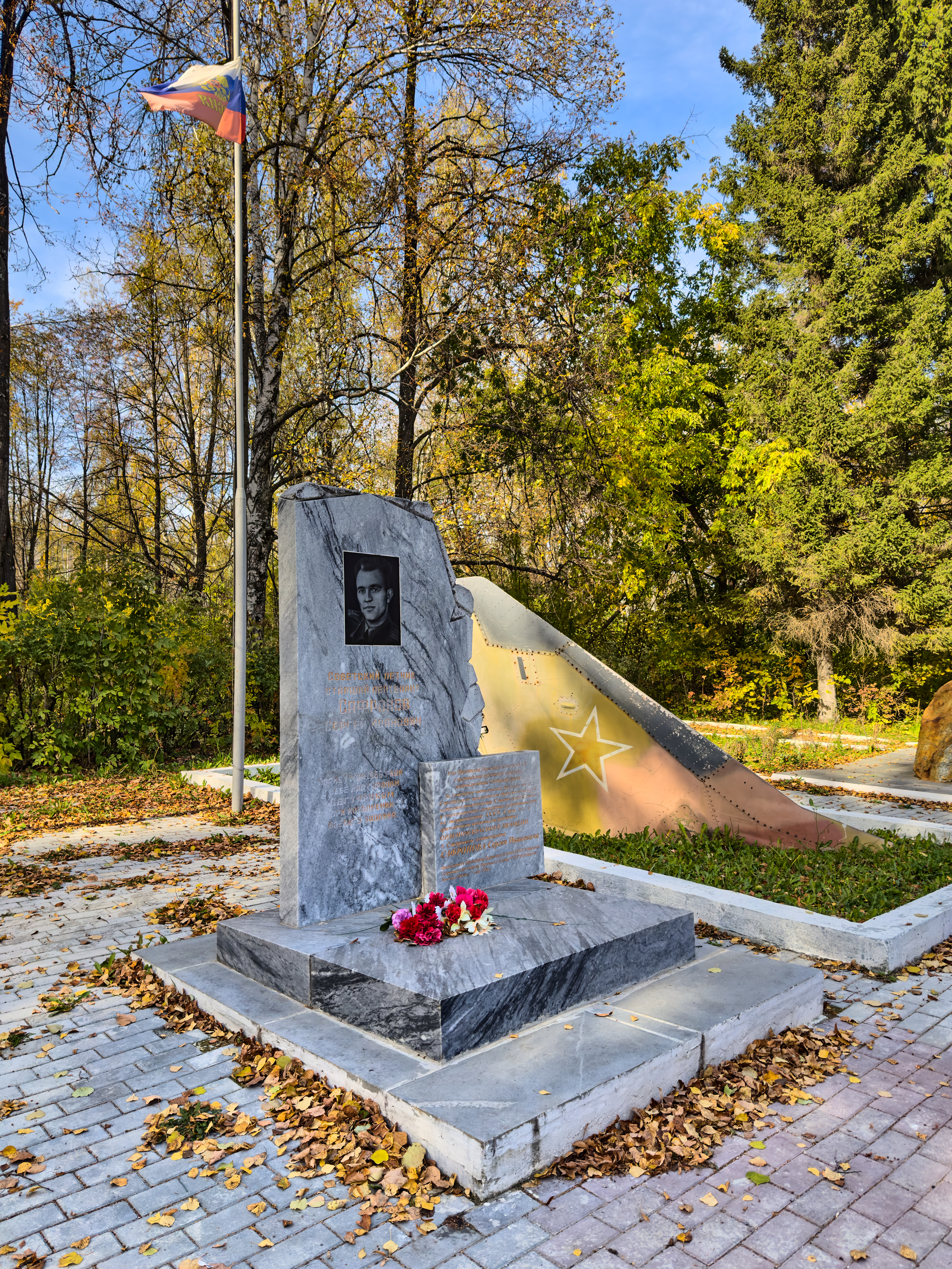
Мемориал памяти С. И. Сафронова

## Промышленность
Производство: «Уралавтоматика», Дегтярский хлебозавод, известковый завод, «ДЛМЗ» — Дегтярский литейно-механический завод (работа приостановлена), Уралтехфильтр-Инжиниринг, «ДМЗ» — Дегтярский машиностроительный завод, швейная фабрика «RAY».

### Дегтярское рудоуправление
C 1907 года русско-английское Акционерное общество Сысертского горного округа начало вести разведочное бурение на месторождении. В 1911—1913 годах были заложены разведочные шахты, а с 22 сентября 1914 года запущены шахты «Лондон» и «Петербург». В это же время была проложена железная дорога Ревда-Дегтярск к шахтам, соединив с магистралью Казань-Пермь-Екатеринбург. На руднике работали в основном австрийские военнопленные. После национализации рудника в 1917 году добыча была прекращена в 1918 году, и рудник и карьеры были затоплены.

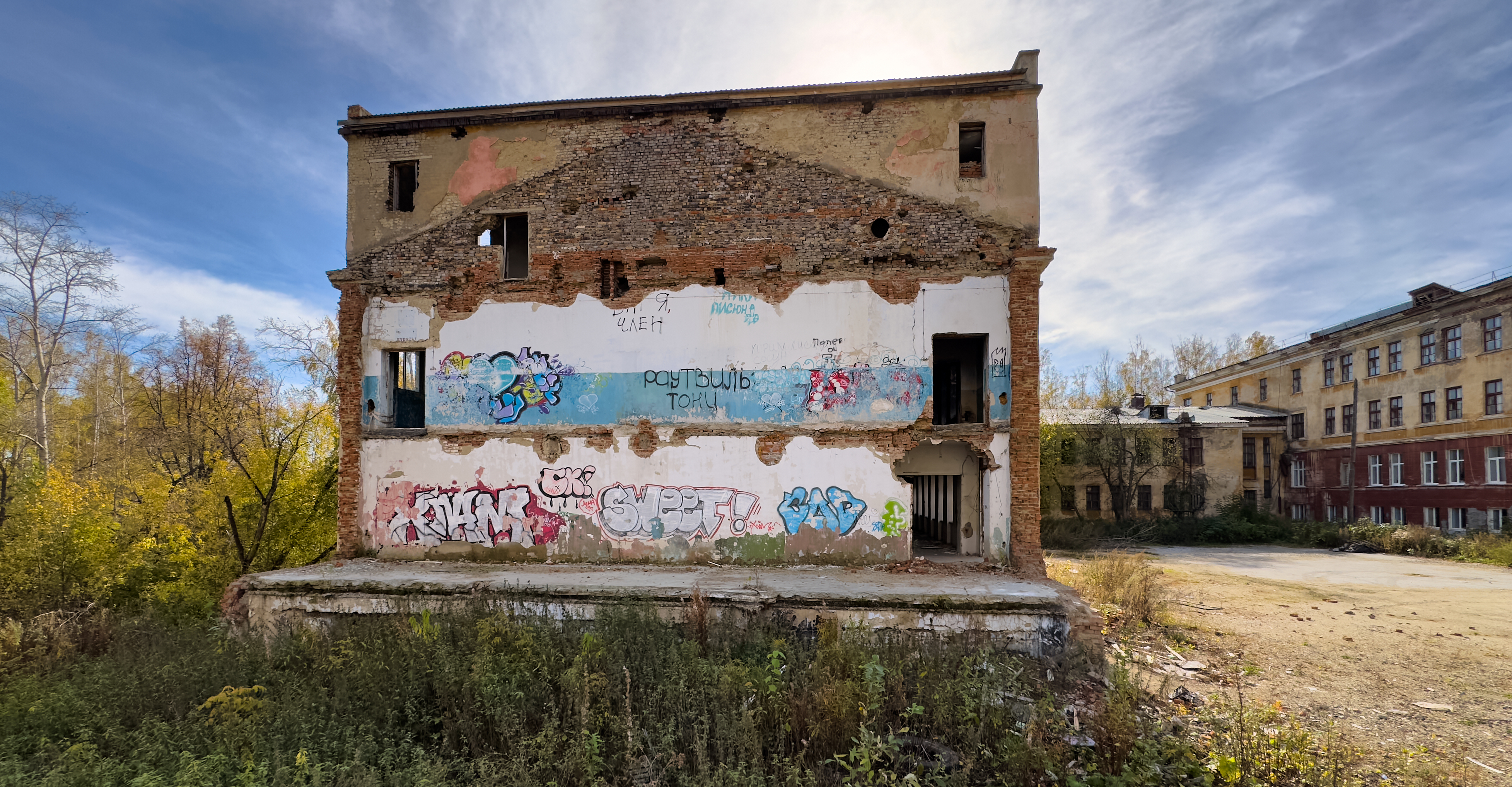
Заброшенные корпуса рудоуправления
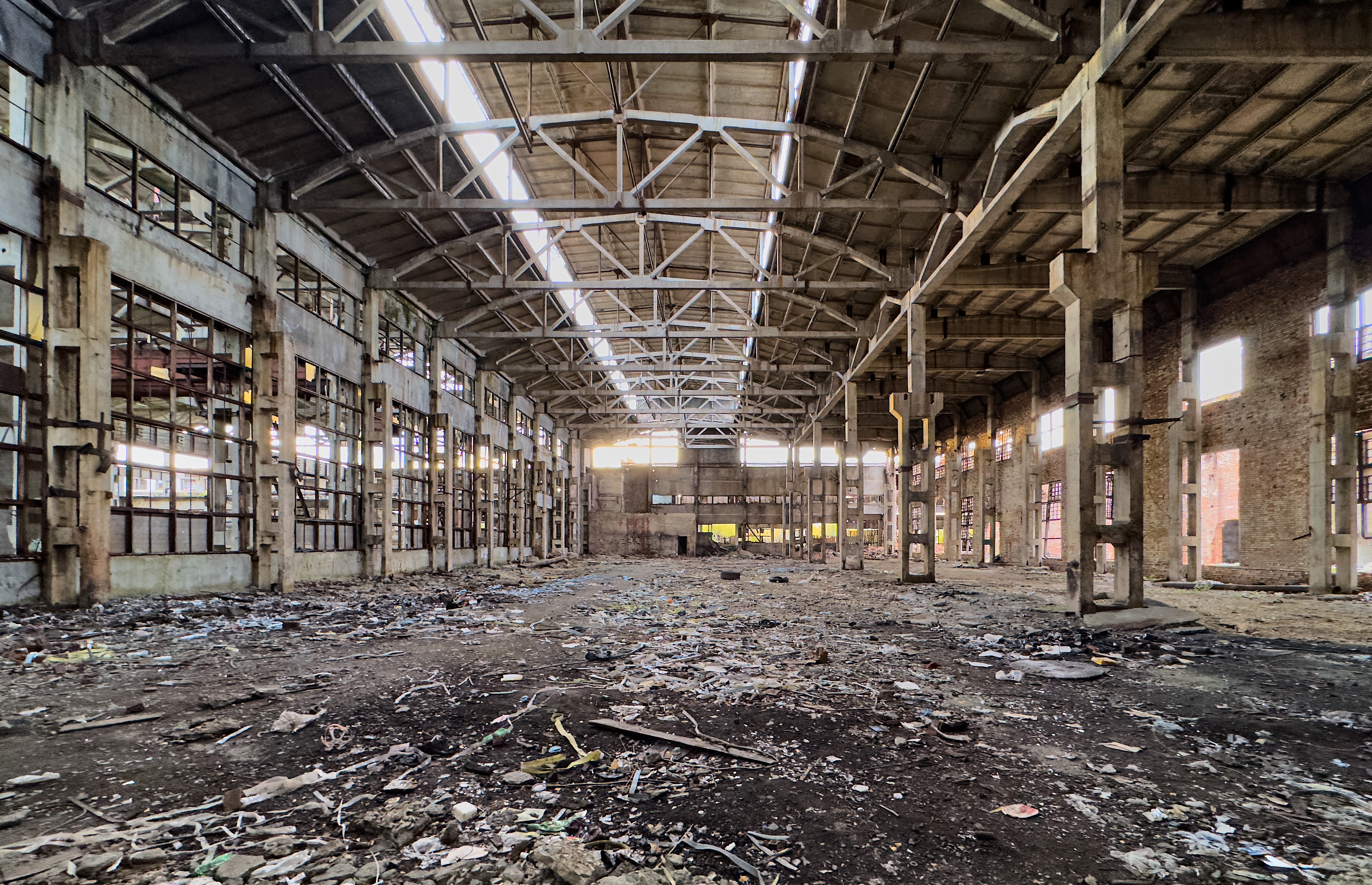
Заброшенные корпуса машиностроительного завода
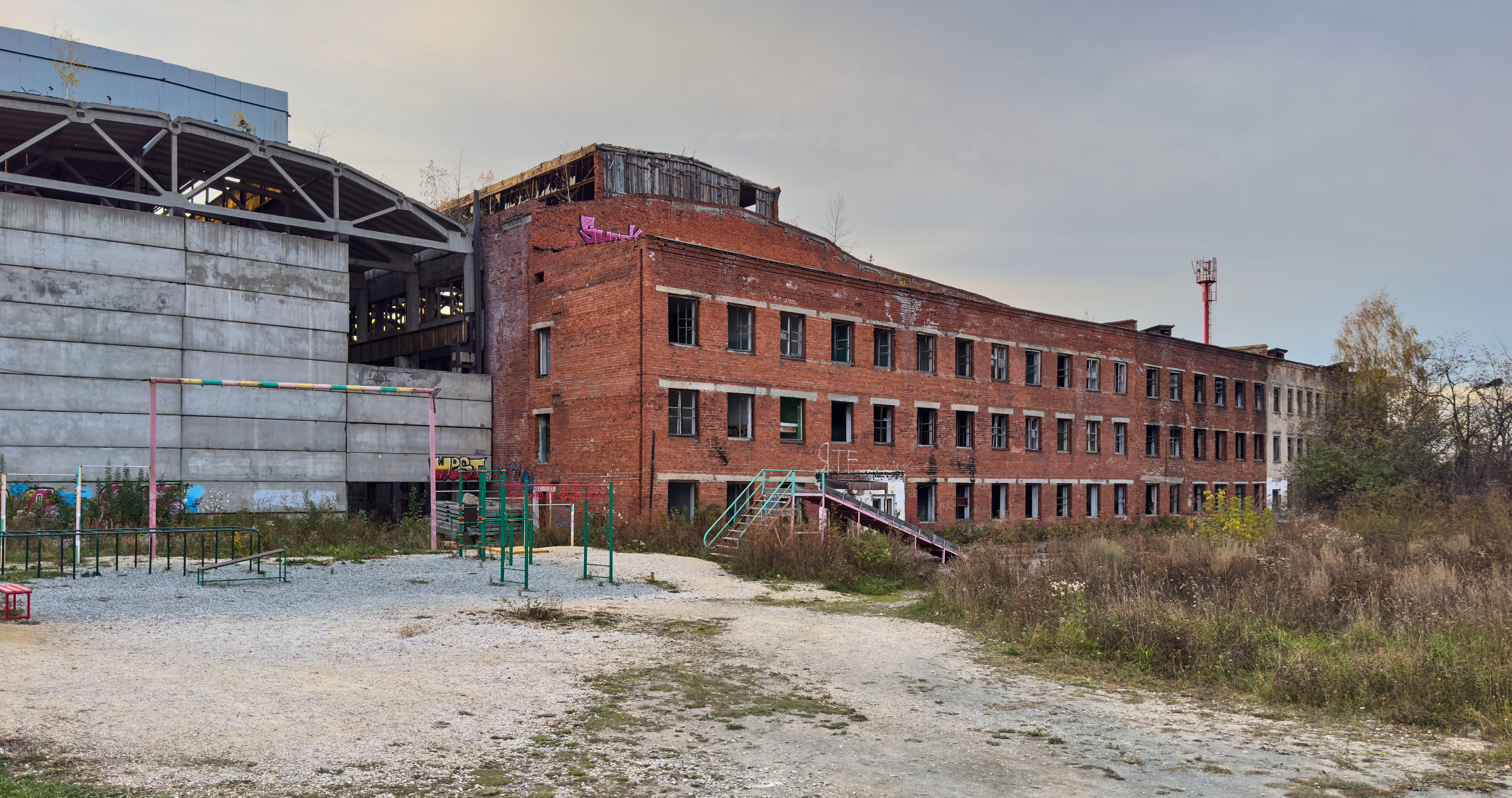
Заброшенные корпуса машиностроительного завода
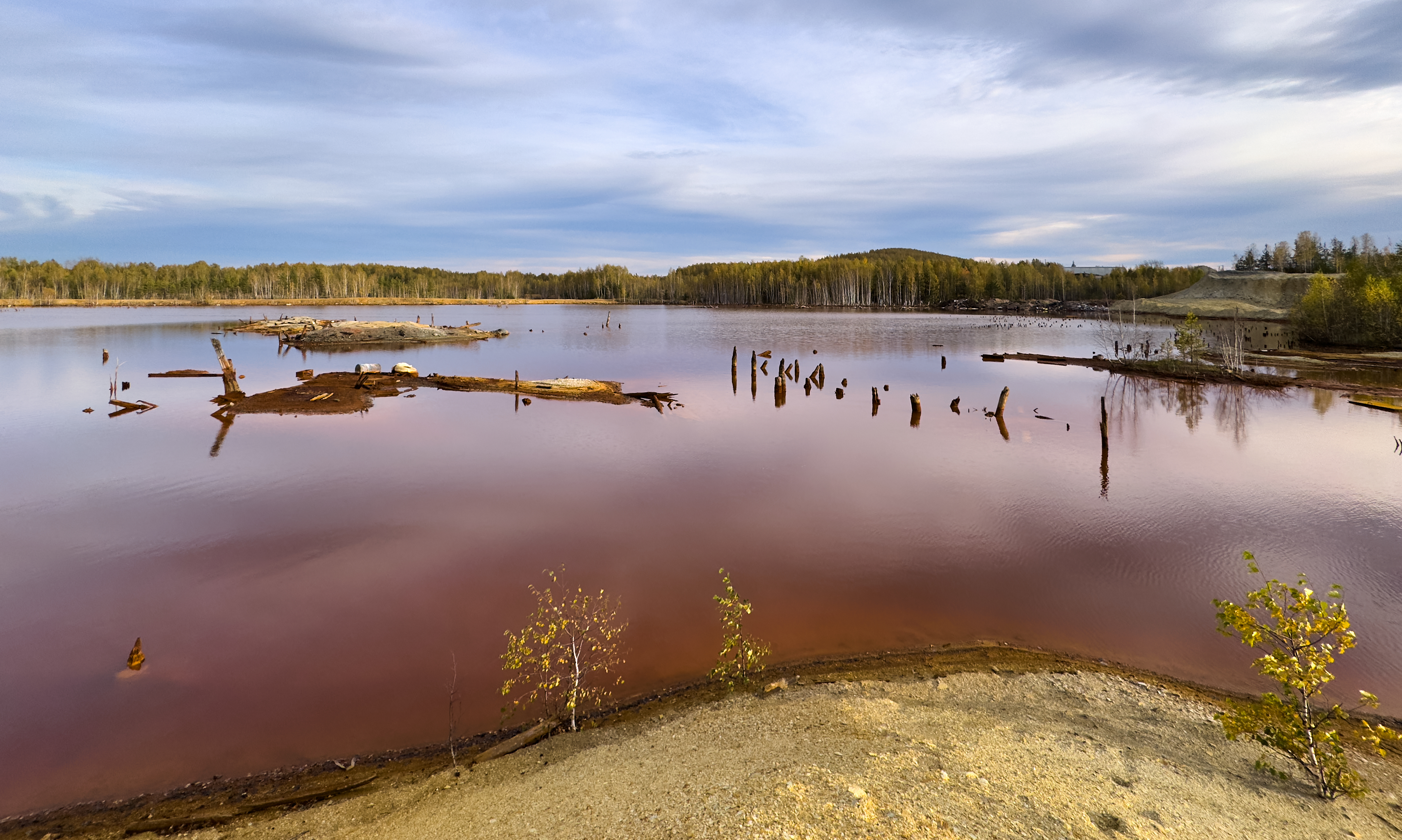
Шламовое озеро на севере города
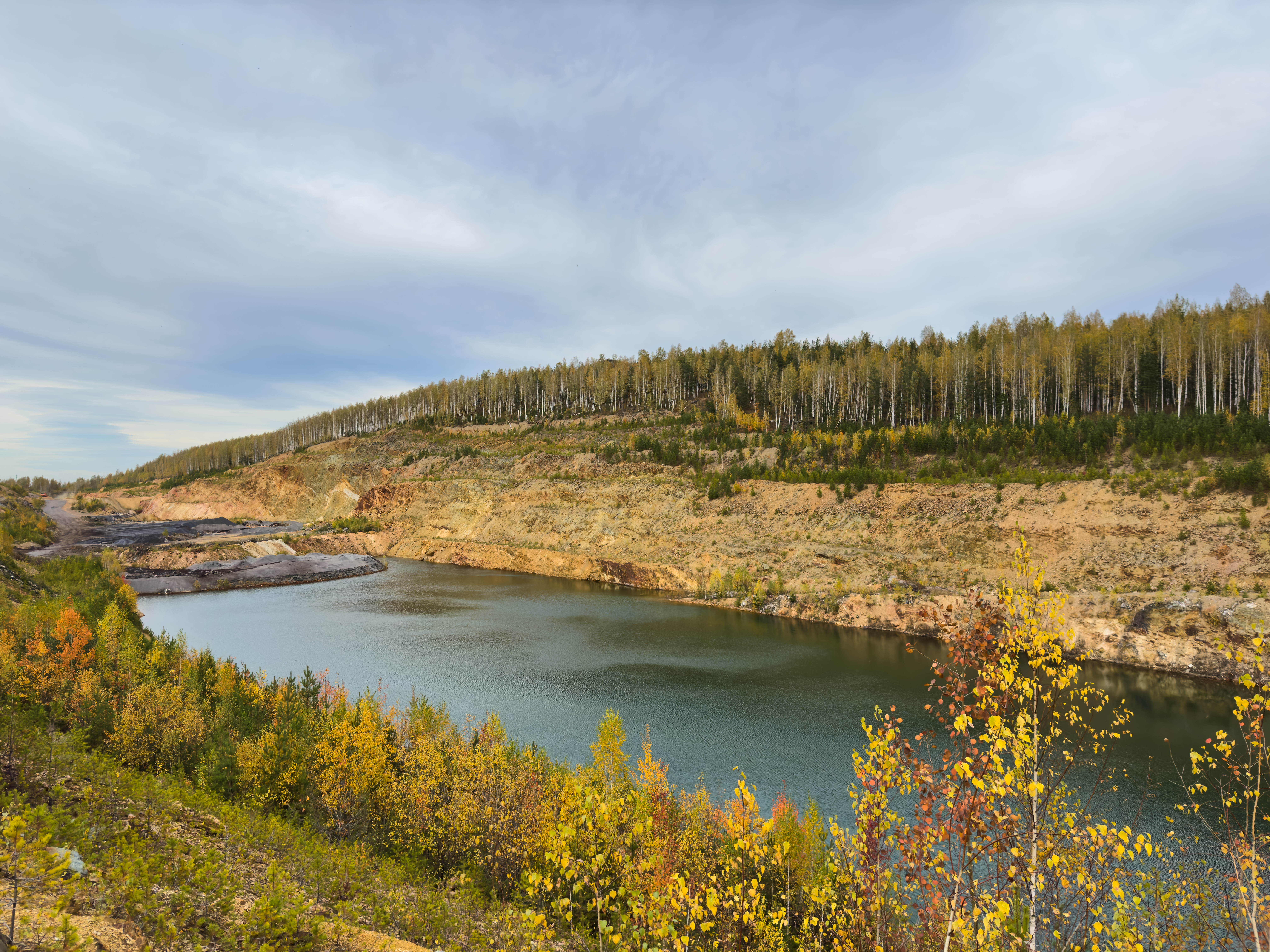
Затопленный золоторудный карьер на западном склоне горы Лабаз-камень
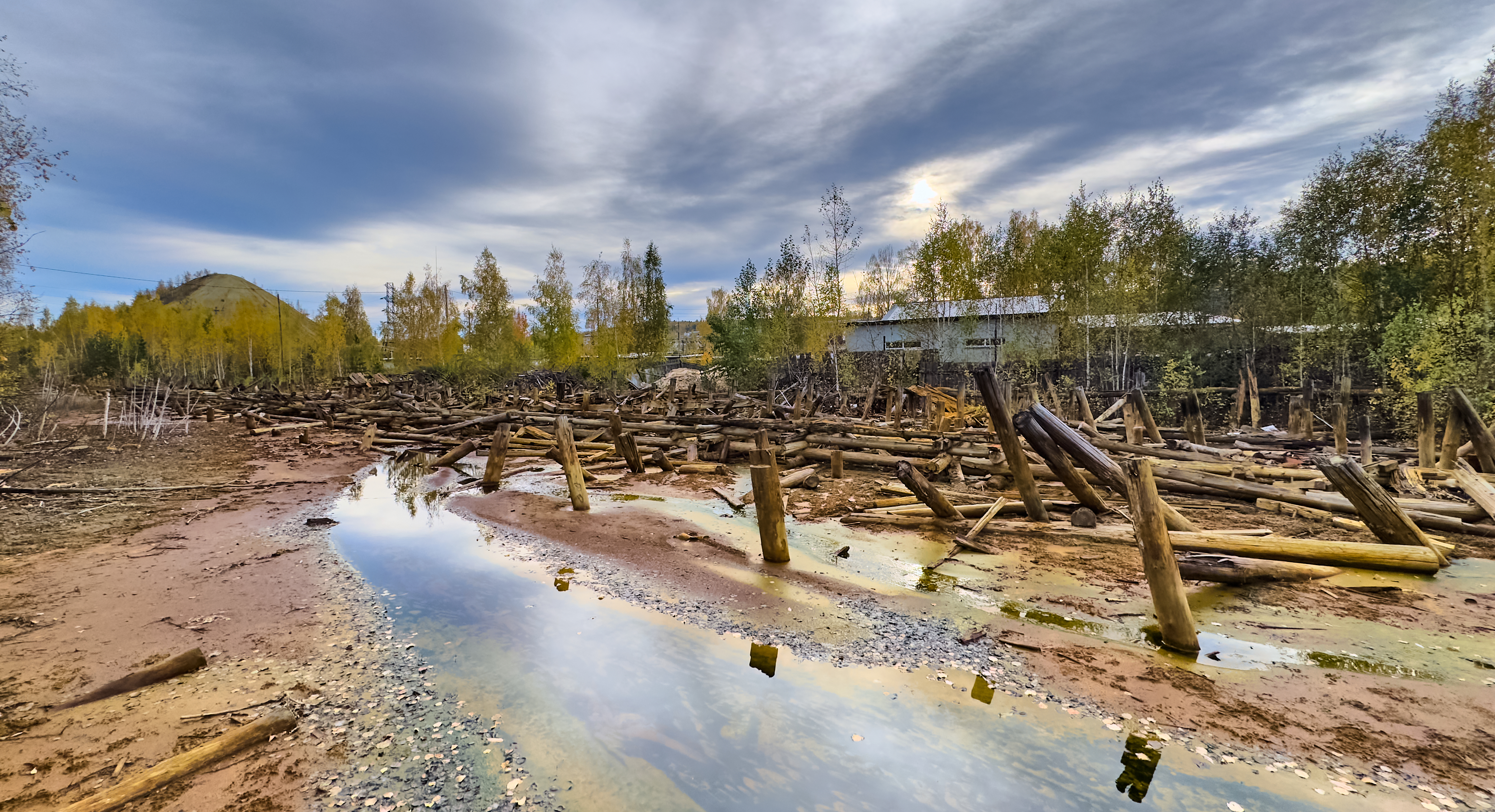
Остатки бывшего гидромедьцеха

## Образование
Школы среднего образования:
- МБОУ СОШ № 23
- МАОУ СОШ № 16
- МАОУ СОШ № 30

Школа вечернего обучения:
- МБВСОУ ВСОШ № 4

Школа спец-обучения:
- ГОУ СО Дегтярская специальная коррекционная общеобразовательная школа № 15

Школа дополнительного обучения:
- МАОУ ДО Учебный комбинат

## Средства массовой информации
- Радиостанция «Интерра FM» 97,6 МГц